# دانیل پورتمن
دانیل پورتمن (انگلیسی: Daniel Portman؛ زاده ۱۳ فوریهٔ ۱۹۹۲) یک هنرپیشه است. وی از سال ۲۰۱۰ میلادی تاکنون مشغول فعالیت بوده‌است.